# Mars 2M
Mars 2M (Mars-69, M-69) – typ radzieckich sond kosmicznych wysłanych w kierunku Marsa w 1969 roku w ramach programu Mars. Zbudowano i wysłano dwie sondy tego typu, bez wcześniejszej zapowiedzi. Obie misje zakończyły się katastrofą po starcie z Ziemi.

## Budowa sond
Sondy typu Mars-69 posiadały dwa panele słoneczne o powierzchni 7 metrów kwadratowych, zamontowane po dwóch stronach kulistej komory napędowej. W górnej części sondy znajdowała się antena paraboliczna o średnicy 2,8 m do komunikacji z Ziemią; sonda posiadała także dwie anteny stożkowe. W górnej części znajdowały się także trzy komory ciśnieniowe z elektroniką, systemami komunikacji i nawigacji oraz kamerami, baterią i urządzeniami telemetrycznymi. W dolnej części sondy znajdował się główny silnik na paliwo ciekłe (silnik wykorzystywał dimazynę i tetratlenek diazotu).
Spośród instrumentów naukowych najważniejsze były trzy kamery przeznaczone do fotografowania powierzchni Marsa; statki posiadały również czujniki promieniowania, detektor pary wodnej i spektrometry. Statki miały dokonywać obserwacji z orbity wokół Marsa o perycentrum na wysokości 500-700 km nad planetą.

## Przebieg misji
1. 27 marca 1969, kosmodrom Bajkonur – wystrzelenie statku Mars-69A (Mars 2M No. 521) rakietą Proton K. Po udanym uruchomieniu dwóch pierwszych stopni, trzeci stopień rakiety doznał awarii, w wyniku której zapaliła się turbopompa. W 438,66 sekundzie lotu wyłączył się silnik i rakieta eksplodowała; szczątki pojazdu spadły w górach Ałtaj.
2. 2 kwietnia 1969, Bajkonur – nieudana próba wystrzelenia statku Mars-69B (Mars 2M No. 522). Natychmiast po starcie doszło do awarii w rakiecie nośnej Proton. W 0,02 sekundy po starcie jeden z sześciu silników 11D43 eksplodował; początkowo system kontrolny poradził sobie z awarią, unosząc rakietę na pięciu pozostałych silnikach, jednak w 25 sekundzie po starcie pojazd zaczął się przechylać, silniki wyłączyły się i cała rakieta uderzyła w ziemię i eksplodowała około 3 km od miejsca startu, po 41 sekundach lotu.